# Ariel Mosór
Ariel Mosór (Katowice, 19 febbraio 2003) è un calciatore polacco, difensore del Raków Częstochowa.

## Carriera

### Club
Cresciuto nel settore giovanile del Legia Varsavia, ha esordito in prima squadra il 15 luglio 2020, disputando l'incontro di Ekstraklasa pareggiato per 0-0 contro il Lechia Danzica. Non riuscendo a trovare spazio in squadra (solo due presenze in campionato in due anni), nel 2021 viene ceduto al Piast Gliwice.

### Nazionale
Ha giocato con le varie nazionali giovanili polacche, dall'Under-15 all'Under-19; nel 2022 ha esordito con la nazionale Under-21.

## Statistiche

### Presenze e reti nei club
Statistiche aggiornate al 19 aprile 2022.
| Stagione              | Squadra               | Campionato            | Campionato | Campionato | Coppe nazionali | Coppe nazionali | Coppe nazionali | Coppe continentali | Coppe continentali | Coppe continentali | Altre coppe | Altre coppe | Altre coppe | Totale | Totale |
| Stagione              | Squadra               | Comp                  | Pres       | Reti       | Comp            | Pres            | Reti            | Comp               | Pres               | Reti               | Comp        | Pres        | Reti        | Pres   | Reti   |
| --------------------- | --------------------- | --------------------- | ---------- | ---------- | --------------- | --------------- | --------------- | ------------------ | ------------------ | ------------------ | ----------- | ----------- | ----------- | ------ | ------ |
| 2019-2020             | Legia Varsavia        | EK                    | 2          | 0          | CP              | 0               | 0               | UEL                | 0                  | 0                  |             | -           | -           | 2      | 0      |
| 2020-2021             | Legia Varsavia        | EK                    | 0          | 0          | CP              | 0               | 0               | UCL+UEL            | 0                  | 0                  | SP          | 0           | 0           | 0      | 0      |
| Totale Legia Varsavia | Totale Legia Varsavia | Totale Legia Varsavia | 2          | 0          |                 | 0               | 0               |                    | 0                  | 0                  |             | 0           | 0           | 2      | 0      |
| 2021-2022             | Piast Gliwice         | EK                    | 24         | 1          | CP              | 2               | 0               |                    | -                  | -                  |             | -           | -           | 26     | 1      |
| Totale carriera       | Totale carriera       | Totale carriera       | 26         | 1          |                 | 2               | 0               |                    | 0                  | 0                  |             | 0           | 0           | 28     | 1      |

### Cronologia presenze e reti in nazionale
| Cronologia completa delle presenze e delle reti in nazionale ― Polonia under 21 | Cronologia completa delle presenze e delle reti in nazionale ― Polonia under 21 | Cronologia completa delle presenze e delle reti in nazionale ― Polonia under 21 | Cronologia completa delle presenze e delle reti in nazionale ― Polonia under 21 | Cronologia completa delle presenze e delle reti in nazionale ― Polonia under 21 | Cronologia completa delle presenze e delle reti in nazionale ― Polonia under 21 | Cronologia completa delle presenze e delle reti in nazionale ― Polonia under 21 | Cronologia completa delle presenze e delle reti in nazionale ― Polonia under 21 |
| Data                                                                            | Città                                                                           | In casa                                                                         | Risultato                                                                       | Ospiti                                                                          | Competizione                                                                    | Reti                                                                            | Note                                                                            |
| ------------------------------------------------------------------------------- | ------------------------------------------------------------------------------- | ------------------------------------------------------------------------------- | ------------------------------------------------------------------------------- | ------------------------------------------------------------------------------- | ------------------------------------------------------------------------------- | ------------------------------------------------------------------------------- | ------------------------------------------------------------------------------- |
| 24-3-2022                                                                       | Petah Tiqwa                                                                     | Israele under 21                                                                | 2 – 2                                                                           | Polonia under 21                                                                | Qual. Europeo Under-21 2023                                                     | -                                                                               |                                                                                 |
| Totale                                                                          |                                                                                 | Presenze                                                                        | 1                                                                               |                                                                                 | Reti                                                                            | 0                                                                               |                                                                                 |

## Palmarès

### Club

#### Competizioni nazionali
- Campionato polacco: 1

Legia Varsavia: 2019-2020